# Těrlicko
Těrlicko (deutsch Tierlitzko,  polnisch Cierlicko) ist eine Gemeinde in Tschechien. Sie liegt zehn Kilometer westlich von Český Těšín und gehört zum Okres Karviná in Tschechisch-Schlesien.

## Geographie
Těrlicko befindet sich linksseitig über dem mit dem Stausee Těrlicko gefluteten Tal der Stonávka im Beskidenvorland.

## Gemeindegliederung
Die Gemeinde Těrlicko besteht aus den Ortsteilen Dolní Těrlicko (Nieder Tierlitzko), Horní Těrlicko (Ober Tierlitzko) und Hradiště (Grodischt) sowie den Ansiedlungen Broguvka, Kamenka, Kostelec, Pacalůvka II, Rozsudek und Vrazidlo.

## Weblinks

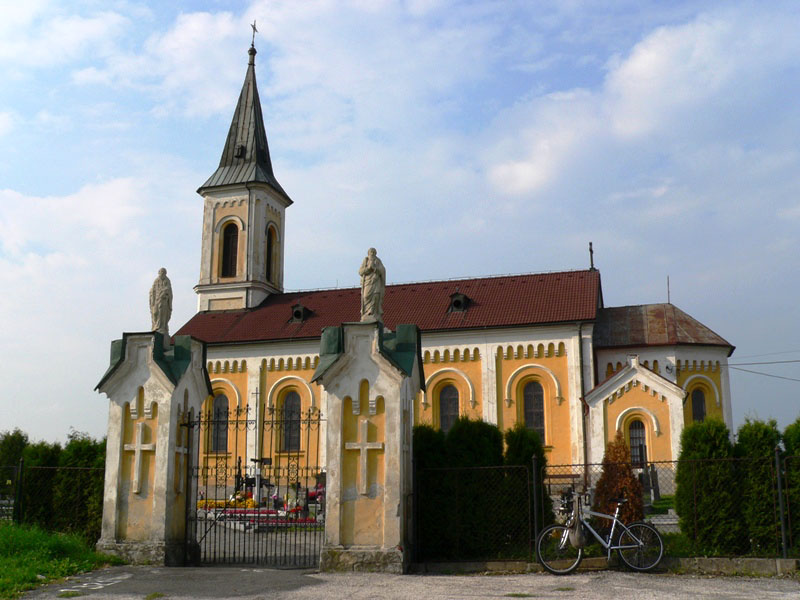
Katholische Kirche St. Laurentius

## Sehenswürdigkeiten
- Talsperre Těrlicko